# كهوان (كوهباية الشرقي)
كهوان (بالفارسية: کهوان) هي قرية تقع في إيران في قسم کوهبایة الشرقي الریفي. يقدر عدد سكانها بـ 76 نسمة .